# Josefthomas Brinkschröder
Josefthomas „Joto“ Brinkschröder (* 14. September 1909 in Paderborn; † 29. Januar 1992 ebenda) war ein deutscher Maler und Bildhauer.

## Ausbildung
Josefthomas (Joto) Brinkschröder absolvierte von 1925 bis 1929 eine Bildhauerlehre bei den Gebrüdern Braun in Paderborn. Anschließend studierte er von 1929 bis 1930 an der Handwerker- und Kunstgewerbeschule Bielefeld bei Rickert. Von 1934 bis 1940 studierte Brinkschröder an der Hochschule für freie und angewandte Kunst in Berlin-Charlottenburg als Meisterschüler von Ludwig Gies. Seit 1945 war er als freischaffender Künstler in Paderborn tätig.

## Werk
Brinkschröders umfangreiches und abwechslungsreiches Werk als Maler und Bildhauer ist geprägt von der Fülle seiner technischen Möglichkeiten: Bauplastik, Kunstglasschliff, Metall-, Stein-, Holz- und Mosaikarbeiten. Seine Werke lassen unter anderem deutliche Verbindungen zum Kubismus erkennen.
Zu Brinkschröders wichtigsten Arbeiten gehören die, für das Paderborner Rathaus geschaffenen, über drei Meter hohen Fenster, in denen die alte Kaiser-, Bischofs- und Hansestadt vorgestellt wird: links die mit den mittelalterlichen Reichsinsignien ausgestattete Gestalt des Kaisers, in der Mitte eine Bischofsgestalt und rechts der Hansekaufmann (Selbstbildnis).
Weitere Werke von Brinkschröder im Rathaus sind das 30 Meter lange Treppengeländer, dessen mit unterschiedlichen Motiven ausgestattete Messingscheiben die Ornamentik der Geländerfüllung gliedern, die holzgeschnitzte Supraporte der großen Tür vor dem Sitzungssaal in der die Zerstörung Paderborns dargestellt ist und die Rathaustüren mit der Geschichte Paderborns. 1941 war Brinkschröder mit sechs Bronze-Plaketten auf der Großen Deutschen Kunstausstellung in München vertreten.

## Werke in öffentlichem Besitz
- 1953 Geländer, Treppenhaus des Paderborner Rathauses
- 1954 Statue »Josef mit Kind«, Herz-Jesu-Kirche, Paderborn
- 1954 holzgeschnitzte Supraporte »Zerstörung Stadt Paderborn – Trümmergrundstück« im Rathaus Paderborn
- 1955 Mosaiken, Schule, Dörenhagen bei Paderborn
- 1955 3 Glasschlifffenster Kaiser, Bischof und Hanse des Paderborner Rathauses
- 1955/56 Taufstein, Figur des Hl. Meinolf, Madonnenstatue und Fenstergestaltung, Meinolfuskirche, Paderborn
- 1957 Fenstergestaltung, Rosette über dem Hauptportal, Elisabethkirche, Paderborn
- 1958 Türen des Hauptportals des Paderborner Rathauses
- 1960 Berlin-Stein, Detmolder Tor, Paderborn
- 1963 Portal mit vier Metallreliefs »Leben und Sterben des Kirchenpatrons Laurentius«, St. Laurentius, Paderborn
- 1963 Relief, Reismann-Gymnasium, Paderborn
- 1963 Fenstergestaltung, St.-Barbara-Kirche, Herne-Elpeshof
- 1968 Eingangstür zum großen Sitzungssaal im Kreishaus, Paderborn
- 1969 Pieta aus Eichenholz, Friedhofskapelle, Sommersell
- 1971 Relief, Fachschule Landwirtschaft und Gartenbau, Paderborn
- 1986 Marmormosaik, Kreispolizeibehörde, Paderborn.

## Einzelausstellungen
- 1969 anlässlich seines 60. Geburtstages, Stadthaus am Abdinghof in Paderborn
- 1983 »Plastiken«, Städt. Galerie Schloss Neuhaus
- 1989 »Plastik Malerei Grafik Glasschliff Treibarbeiten«, Städtische Galerie Paderborn
- 2019 „Mensch, Brinkschröder! – Zum 110. Geburtstag von Josefthomas Brinkschröder“, Stadtmuseum Paderborn